# Campagne, Dordogne
Campagne är en kommun i departementet Dordogne i regionen Nouvelle-Aquitaine i sydvästra Frankrike. Kommunen ligger i kantonen Le Bugue som tillhör arrondissementet Sarlat-la-Canéda. År 2022 hade Campagne 418 invånare.

## Befolkningsutveckling
Antalet invånare i kommunen Campagne
Referens:INSEE